# Diocesi di Cruz Alta
La diocesi di Cruz Alta (in latino: Dioecesis Crucis Altae) è una sede della Chiesa cattolica in Brasile suffraganea dell'arcidiocesi di Santa Maria. Nel 2021 contava 254.750 battezzati su 254.750 abitanti. È retta dal vescovo Nélio Domingos Zortea.

## Territorio
La diocesi comprende 34 comuni dello stato brasiliano del Rio Grande do Sul: Cruz Alta, Ajuricaba, Alto Alegre, Augusto Pestana, Barros Cassal, Boa Vista do Cadeado, Boa Vista do Incra, Bozano, Campos Borges, Chapada, Condor, Coronel Barros, Espumoso, Estrela Velha, Fontoura Xavier, Fortaleza dos Valos, Ibirapuitã, Ibirubá, Ijuí, Jacuizinho, Jóia, Lagoão, Mormaço, Nova Ramada, Panambi, Pejuçara, Quinze de Novembro, Saldanha Marinho, Salto do Jacuí, Santa Bárbara do Sul, São José do Herval, Soledade, Tio Hugo e Tunas.
Sede vescovile è la città di Cruz Alta, dove si trova la cattedrale dello Spirito Santo.
Il territorio si estende su 16.790 km² ed è suddiviso in 31 parrocchie, raggruppate in 5 regioni pastorali: Cruz Alta, Ijui, Panambi, Espumoso e Soledade.

## Storia
La diocesi è stata eretta il 27 maggio 1971 con la bolla Cum Christus di papa Paolo VI, ricavandone il territorio dalla diocesi di Santa Maria. Originariamente era suffraganea dell'arcidiocesi di Porto Alegre.
Il 12 dicembre 1997 ha ceduto le due parrocchie di Nova Alvorada e di Itapuca alla diocesi di Passo Fundo (oggi arcidiocesi).
Il 13 aprile 2011 è entrata a far parte della provincia ecclesiastica dell'arcidiocesi di Santa Maria.

## Cronotassi dei vescovi
Si omettono i periodi di sede vacante non superiori ai 2 anni o non storicamente accertati.
- Walmor Battú Wichrowski † (27 maggio 1971 - 16 novembre 1972 dimesso)
- Nei Paulo Moretto † (16 novembre 1972 - 21 gennaio 1976 nominato vescovo coadiutore di Caxias do Sul[2])
- Jacob Roberto Hilgert † (19 luglio 1976 - 8 maggio 2002 ritirato)
- Frederico Heimler, S.D.B. † (8 maggio 2002 - 11 giugno 2014 dimesso)[3]
- Adelar Baruffi (17 dicembre 2014 - 22 settembre 2021 nominato arcivescovo di Cascavel)
- Nélio Domingos Zortea, dal 29 marzo 2023

## Statistiche
La diocesi nel 2021 su una popolazione di 376.000 persone contava 254.750 battezzati, corrispondenti al 67,8% del totale.
| anno | popolazione | popolazione | popolazione | presbiteri | presbiteri | presbiteri | presbiteri                | diaconi | religiosi | religiosi | parrocchie |
| anno | battezzati  | totale      | %           | numero     | secolari   | regolari   | battezzati per presbitero | diaconi | uomini    | donne     | parrocchie |
| ---- | ----------- | ----------- | ----------- | ---------- | ---------- | ---------- | ------------------------- | ------- | --------- | --------- | ---------- |
| 1975 | 309.600     | 387.000     | 80,0        | 40         | 13         | 27         | 7.740                     |         | 27        |           | 26         |
| 1976 | 317.600     | 397.000     | 80,0        | 40         | 13         | 27         | 7.940                     |         | 28        | 143       | 26         |
| 1990 | 407.500     | 456.070     | 89,4        | 43         | 14         | 29         | 9.476                     | 1       | 33        | 146       | 31         |
| 1999 | 350.000     | 389.000     | 90,0        | 47         | 22         | 25         | 7.446                     | 1       | 28        | 146       | 32         |
| 2000 | 280.000     | 350.000     | 80,0        | 47         | 24         | 23         | 5.957                     | 1       | 26        | 146       | 32         |
| 2001 | 356.633     | 396.259     | 90,0        | 50         | 26         | 24         | 7.132                     | 1       | 27        | 147       | 32         |
| 2002 | 356.633     | 396.259     | 90,0        | 49         | 25         | 24         | 7.278                     | 1       | 27        | 149       | 32         |
| 2003 | 356.633     | 396.259     | 90,0        | 38         | 25         | 13         | 9.385                     | 1       | 17        | 125       | 32         |
| 2004 | 317.000     | 396.259     | 80,0        | 41         | 26         | 15         | 7.731                     | 1       | 18        | 125       | 32         |
| 2006 | 291.000     | 399.000     | 72,9        | 47         | 32         | 15         | 6.191                     |         | 17        | 120       | 31         |
| 2013 | 321.000     | 401.000     | 80,0        | 32         | 30         | 2          | 10.031                    |         | 5         | 45        | 33         |
| 2016 | 330.000     | 410.000     | 80,5        | 29         | 28         | 1          | 11.379                    |         | 17        | 56        | 32         |
| 2019 | 338.000     | 419.900     | 80,5        | 29         | 27         | 2          | 11.655                    |         | 2         | 50        | 32         |
| 2021 | 254.750     | 376.000     | 67,8        | 28         | 28         |            | 9.098                     |         |           | 50        | 31         |